# جورج فيلد (ممثل)
جورج فيلد (بالإنجليزية: George Field)‏ مواليد 18 مارس 1877 في سان فرانسيسكو، الولايات المتحدة - الوفاة 9 مارس 1925 في لوس أنجلوس، هو ممثل أمريكي بدأ مسيرته الفنية سنة 1912.

## الأعمال
- ضوء النجوم الغربية
- أنفه في الكتاب

## روابط خارجية
- جورج فيلد على موقع IMDb (الإنجليزية)
- جورج فيلد على موقع أول موفي (الإنجليزية)
- جورج فيلد على موقع قاعدة بيانات الفيلم (الإنجليزية)
- جورج فيلد على موقع كينوبويسك (الروسية)